# Juan Ignacio González Errázuriz
Juan Ignacio González Errázuriz, né à Santiago du Chili le 5 juillet 1956, est un évêque chilien, ordinaire du diocèse de San Bernardo.

## Biographie

### Formation et carrière juridique
Juan Ignacio González, quatrième de huit enfants (sept garçons  et une fille), est issu d'une famille catholique pieuse dont le père, Eduardo González Echenique, propriétaire terrien de domaines agricoles, est membre surnuméraire de l'Opus Dei et frère de l'historien Javier González Echenique, président de l'institut chilien d'histoire et disciple de Jaime Eyzaguirre. La famille est également amie du cardinal Jorge Medina Estévez. Juan Ignacio González effectue ses études primaires et secondaires à Santiago du Chili au collège de los Sagrados Corazones de la Alameda, dirigé par la congrégation des Sacrés-Cœurs de Jésus et de Marie (picpuciens). Il devient membre numéraire de l'Opus Dei à la fin de ses études secondaires, en 1973, après être entré dans les activités de cette œuvre en 1971. Il entre en 1974 à la faculté de droit de l'université pontificale catholique du Chili dont il est diplômé en sciences juridiques en 1979 ; il reçoit son titre d'avocat l'année suivante. Pendant ses études universitaires, il est assistant à la chaire d'histoire du droit et assistant à l'institut des sciences politiques de cette même université. Comme tout numéraire de l'Opus Dei, il doit avoir une profession civile avant éventuellement d'être préparé ou non à la prêtrise, selon les besoins de cette œuvre. Juan Ignacio González est donc procurateur au service juridique des carabiniers du Chili en 1977. Entre 1980 et 1990, il est avocat de la direction du personnel de cette même institution, ce qui lui donne le grade de capitaine des carabiniers, et parallèlement de 1988 à 1990 enseigne à l'institut de géographie de l'université pontificale catholique du Chili. En 1990 avec la transition démocratique au Chili, la prélature donne son feu vert pour sa préparation au sacerdoce.
Il poursuit ses études de philosophie et de théologie au studium général de la prélature de la Sainte-Croix et de l'Opus Dei. Il est docteur en droit canonique de l'université pontificale de la Sainte-Croix (à Rome) appartenant à l'Opus Dei.

### Prêtre
Juan Ignacio González est ordonné diacre le 31 janvier 1993 à Rome des mains de Mgr Álvaro del Portillo, prélat de l'Opus Dei, puis prêtre le 13 juin 1993, de ses mêmes mains. Juan Ignacio González  est donc incardiné à la prélature de la Sainte-Croix et de l'Opus Dei, dont il est membre depuis 1973. 
En 1994, il est nommé professeur à la chaire de droit canonique, ainsi que dans les domaines de la théologie fondamentale, la théologie sacramentaire et la théologie morale à l'université des Andes. il est nommé aussi en 1994 chapelain des facultés de droit et d'ingéniérie commerciale de cette université. Il fait partie de l'équipe juridique de la conférence épiscopale du Chili, dans les matières juridiques et canoniques. 
À partir de 1995, il collabore avec un groupe d'historiens formé par le cardinal Carlos Oviedo Cavada pour écrire l'histoire des évêques du Chili. C'est ainsi que grâce à cela, il est sélectionné au concours national de la fondation de science et de technologie sur le thème « L'archevêque de Santiago don Juan Ignacio González Eyzaguirre, sa vie et son œuvre ». Il s'agit de son grand-oncle paternel. Son projet de recherches est approuvé par la FONDECYT en 1998. En 1998, il est nommé chapelain général de l'université des Andes et chapelain de la résidence universitaire du centre culturel Alborada de Santiago du Chili, où il voue la majorité de son temps au travail apostolique dans le milieu universitaire. De 1999 à 2002, il fait partie du corps des directeurs spirituels du grand séminaire San Pedro Apóstol (Saint-Pierre-Apôtre) du diocèse de San Bernardo.

### Évêque
Le 10 octobre 2003, le pape Jean-Paul II le nomme évêque de San Bernardo (dans la banlieue de Santiago), succédant à Mgr Orozimbo Fuenzalida y Fuenzalida qui lui confère la consécration épiscopale. C'est le troisième évêque du Chili issu de l'Opus Dei . Il effectue sa visite Ad limina apostolorum à S.S. Benoît XVI, en novembre 2008.
Il offre sa démission au pape François le 18 mai 2018, comme tout l'épiscopat chilien, des suites du manque de transparence et de manquements à la vérité de certains évêques chiliens dans le scandale d'abus sur adolescents de l'ex-prêtre Karadima dans les années 1980-1990,.

## Quelques publications
- Iglesia y Fuerzas Armadas. Estudio canónico y jurídico sobre la asistencia espiritual a las Fuerzas Armadas en Chile
- El Vicariato Castrense de Chile. Génesis histórica y canónica de su establecimiento. De la Independencia al conflicto eclesiástico de Tacna. 1810-1915